# جون بايارد ماكفيرسون
جون بايارد ماكفيرسون هو محامي وقاضي وسياسي أمريكي، ولد في 5 نوفمبر 1846 في هاريسبرج في الولايات المتحدة، وتوفي في 20 يناير 1919. انتخب قاضي محكمة الاستئناف الأمريكية للدائرة الاتحادية ‏ وانتخب قاضي محكمة الاستئناف الأمريكية للدائرة الثالثة ‏.